# اس‌اس توکسپام (۱۹۴۴)
اس‌اس توکسپام (۱۹۴۴) (به انگلیسی: SS Tuxpam (1944)) یک کشتی بود که طول آن ۲۵۶ فوت ۷ اینچ (۷۸٫۲۱ متر) بود. این کشتی در سال ۱۹۴۴ ساخته شد.